# Fredrik Petersén

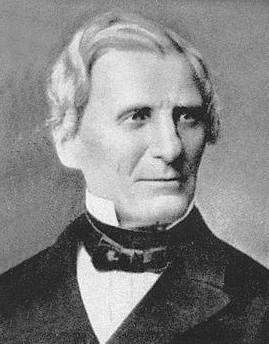
Fredrik Petersén.

Fredrik Petersén (även stavat Petersen), född 16 november 1803 i Norge, död 4 september 1885 i Stockholm var en svensk grosshandlare,  brukspatron och filantrop. Peterséns väg vid Johannesdals gård i Vårberg är uppkallat efter honom.

## Biografi

### Affärsmannen
Petersen tillhörde en från Holstein till Stavanger inflyttad släkt, som i Norge skapade en förmögenhet och där åtnjöt gott anseende. Tillsammans med sin yngre bror, Per, samt I.M. Köhler blev han innehavare av handelsfirman J.A. Köhler & Co. När kompanjonerna 1858 upplöste handelshuset, övertog Petersen Robertsfors bruk i Västerbotten samt började en egen rederirörelse med huvudkontor i Stockholm. Samtidigt blev han svensk medborgare. Familjen bestod av hustru Hanna, född Christensen (1808-1878) sonen Fredrik (1839-1903) samt döttrarna Anna (1845-1874) och Dorothea (1849-1917). Hustru och barn lämnade han i Norge utom dottern Dorothea som flyttade på egen begäran till fadern i Sverige.
Petersens omfattande affärsverksamhet i Stockholm möjliggjorde endast tillfälliga besök vid Robertsfors. Brukets förvaltning överlämnade han åt sin landsman Fredrik Jacobsen (född 1834). Släkten Jacobsen härstammade liksom släkten Petersen också från Schleswig-Holstein. Under Petersen och Jakobsen utvecklades Robertsfors bruk från en splittrad högförädling i liten skala till en samlad men lågförädlad produkt i stor skala. Den 13 november 1897 sålde Fredrik Petersens stärbhus Robertsfors bruk till grosshandlaren William Olsson i Kristinehamn.

### Välgöraren

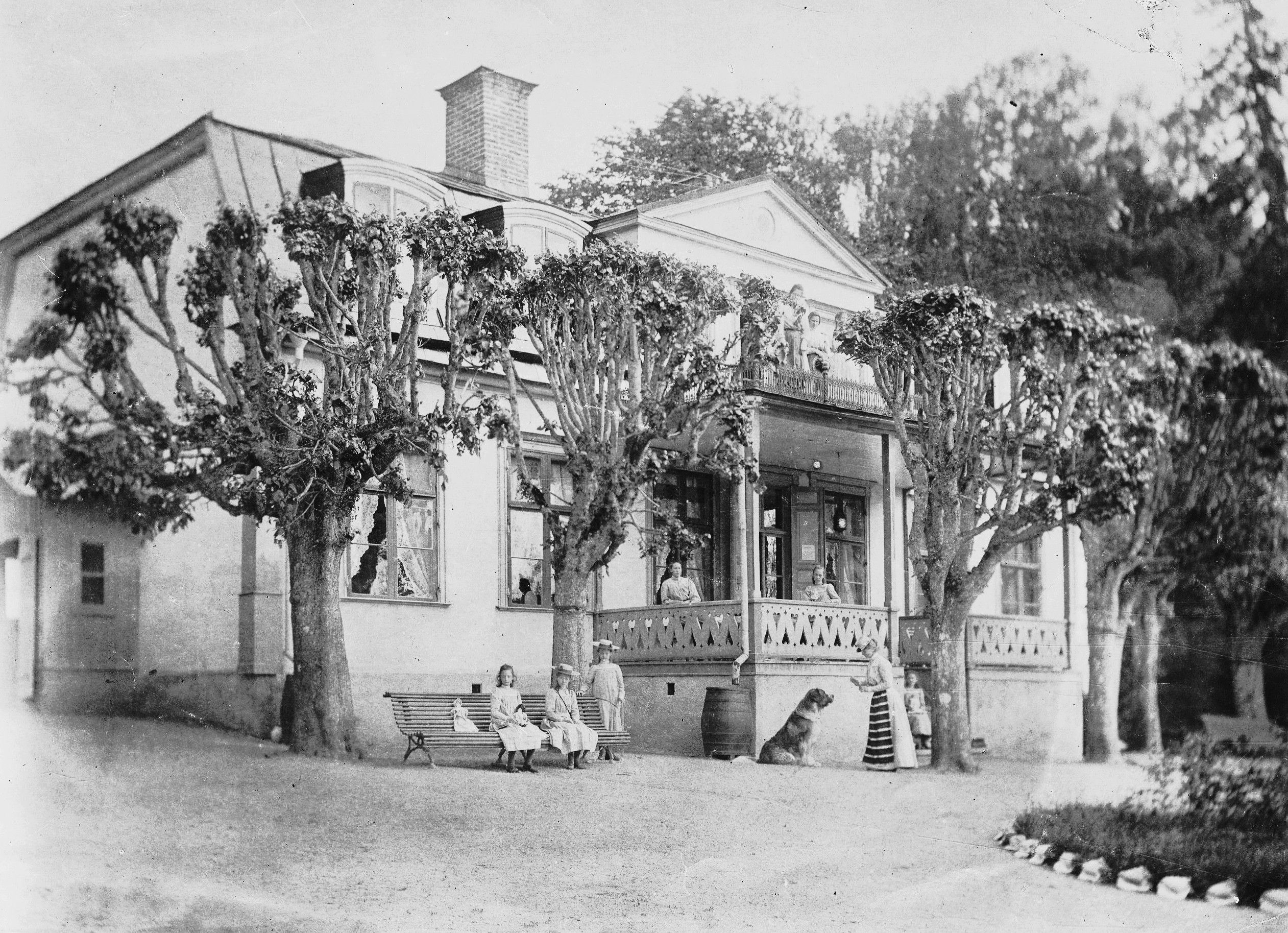
Johannesdals gård omkring 1900.

I Stockholm var Petersén bosatt i sin våning på Vasagatan 4. Sitt sommarnöje hade han på egendomen Johannesdal i Huddinge socken, belägen vid Mälaren. Stället hade 1860 avstyckats från godset Vårby gård och förvärvats  på julafton 1864 av den då omyndiga dottern Dorothea för 30 000 riksdaler, som fadern betalade. 
Vid Johannesdal lät Petersén bygga den västra flygeln kallad "Nybygget" där han inhyste fattiga flickor ur bildade familjer. Flickorna var i sex till tolv års ålder, därefter skickades de i skola i Stockholm. Verksamheten drevs från och med 1874 som internatskola under skolöverstyrelsens överinseende. Den omfattade, som av reglementet framgår, inte bara sedvanliga skolämnen utan också huslig utbildning och bestod av två klasser med sex flickor i varje.
Verksamheten organiserades och betryggades för framtiden genom "Stiftelsen Nybygget", till vilken Petersen testamenterade bland annat 550 000 kronor, en stor summa på den tiden. Stiftelsen fortsatte under Peterséns dotter, Dorothea, som blev hemmets föreståndarinna och ägnade hela sitt liv åt denna verksamhet fram till sin död 1917. Skolverksamheten lades ner 1920 och jordbruket upphörde. Marken styckades på 1940-talet för villatomter, inkorporerades med Stockholm den 1 januari 1963 och blev till den västra delen av förorten Vårberg. 
Makarna Petersen begravdes i ett litet privat kapell som fanns i parken vid Johannesdal. Kapellet är idag rivet och kistorna gravsatta på Lidingö kyrkogård. Peterséns väg som går genom området påminner fortfarande om honom.